# Куб (приток Стрежа)
Куб (в верховье Горбуновка (Верхний Куб)) — река в Пермском крае России. Устье реки находится в 20 км по левому берегу реки Стреж. Длина реки составляет 15 км.

## Данные водного реестра
По данным государственного водного реестра России относится к Камскому бассейновому округу, водохозяйственный участок реки — Белая от города Бирск и до устья, речной подбассейн реки — Белая. Речной бассейн реки — Кама.
Код объекта в государственном водном реестре — 10010201612111100025773.